# Anchiphiloscia bicolorata
Anchiphiloscia bicolorata är en kräftdjursart som först beskrevs av Franco Ferrara och Stefano Taiti 1982.  Anchiphiloscia bicolorata ingår i släktet Anchiphiloscia och familjen Philosciidae. Inga underarter finns listade i Catalogue of Life.